# Концентрированные потоки энергии
Концентрированные потоки энергии, КПЭ — это средства применяемые для термического воздействия на материалы, в целях проведения технологических операций сварки, термической обработки, резки, скрайбирования, размерной обработки, маркирования, напыления, наплавки и т.д. К числу таких средств относят газовое пламя, электрический разряд, электрическую дугу, пучок электронов, световой луч, поток ионов и т.д. Также существует понятие источников КПЭ. К ним относятся лазеры, плазмотроны, электронно-лучевые установки и т.д.
В настоящее время применение КПЭ в различных сферах человеческой деятельности расширяется в геометрической прогрессии. Это особенно заметно в развитых странах, и причем, чем выше уровень развития стран, тем шире области применения КПЭ, особенно лазерной техники и энергии. Так например, в США установки КПЭ составляют 13-15% от общего парка станков.
КПЭ, их источники и способы их применения являются областью подготовки специалистов по направлениям 651400 "Машиностроительные технологии и оборудование" и 120700 "Машины и технологии высокоэффективных процессов обработки материалов".